# Lista de deputados estaduais de Mato Grosso da 16.ª legislatura
Esta é a lista de deputados estaduais do Mato Grosso para a legislatura 2007–2011.

## Composição das bancadas
| Partido | Líder            | Bancada | Posição  |
| ------- | ---------------- | ------- | -------- |
| PPS     | Percival Muniz   | 5 / 24  | Governo  |
| PFL     | Walace Guimarães | 5 / 24  | Governo  |
| PP      | Campos Neto      | 4 / 24  | Governo  |
| PMDB    | Juarez Costa     | 4 / 24  | Governo  |
| PSDB    | Chica Nunes      | 2 / 24  | Oposição |
| PT      | Ságuas Moraes    | 2 / 24  | Oposição |
| PTB     | Chico Galindo    | 1 / 24  | Governo  |
| PDT     | Otaviano Pivetta | 1 / 24  | Governo  |

## Deputados estaduais
| Número | Deputados estaduais eleitos    | Partido | Votação | Percentual | Cidade onde nasceu | Unidade federativa |
| 11234  | José Riva                      | PP      | 82.799  | 5,72%      | Guaçuí             | Espírito Santo     |
| 15015  | Walter Rabello                 | PMDB    | 70.646  | 4,88%      | São Paulo          | São Paulo          |
| 15152  | Zé Carlos do Pátio             | PMDB    | 42.277  | 2,92%      | Londrina           | Paraná             |
| 23123  | Percival Muniz                 | PPS     | 41.719  | 2,88%      | Guiratinga         | Mato Grosso        |
| 12333  | Otaviano Pivetta               | PDT     | 35.901  | 2,48%      | Caiçara            | Rio Grande do Sul  |
| 23023  | Eng° Sebastião Machado Rezende | PPS     | 35.521  | 2,45%      | Rondonópolis       | Mato Grosso        |
| 23444  | Sérgio Ricardo                 | PPS     | 32.615  | 2,25%      | Marília            | São Paulo          |
| 23040  | Mauro Savi                     | PPS     | 31.600  | 2,18%      | Medianeira         | Paraná             |
| 25125  | Dilceu Dal Bosco               | PFL     | 30.159  | 2,08%      | Jupiá              | Santa Catarina     |
| 25123  | Walace Guimarães               | PFL     | 28.979  | 2,00%      | Mucurici           | Espírito Santo     |
| 25456  | Zé Domingos                    | PFL     | 28.869  | 1,99%      | Nortelândia        | Mato Grosso        |
| 45678  | Chica Nunes                    | PSDB    | 27.648  | 1,91%      | Cuiabá             | Mato Grosso        |
| 15456  | Adalto de Freitas (Daltinho)   | PMDB    | 26.133  | 1,80%      | Jataí              | Goiás              |
| 13566  | Ságuas Moraes                  | PT      | 25.983  | 1,79%      | Mineiros           | Goiás              |
| 25150  | Humberto Bosaipo               | PFL     | 25.287  | 1,75%      | Goiânia            | Goiás              |
| 15200  | Juarez Costa                   | PMDB    | 24.631  | 1,70%      | Londrina           | Paraná             |
| 11777  | Campos Neto                    | PP      | 23.248  | 1,61%      | Cuiabá             | Mato Grosso        |
| 45000  | Guilherme Maluf                | PSDB    | 23.189  | 1,60%      | Cuiabá             | Mato Grosso        |
| 11222  | Airton Rondina                 | PP      | 20.784  | 1,44%      | Dourados           | Mato Grosso do Sul |
| 23666  | João Malheiros                 | PPS     | 20.704  | 1,43%      | Cuiabá             | Mato Grosso        |
| 25105  | Gilmar Fabris                  | PFL     | 20.057  | 1,38%      | José Bonifácio     | São Paulo          |
| 13000  | Ademir Brunetto                | PT      | 19.460  | 1,34%      | Paim Filho         | Rio Grande do Sul  |
| 11011  | Maksuês Leite                  | PP      | 15.138  | 1,05%      | Cuiabá             | Mato Grosso        |
| 14789  | Chico Galindo                  | PTB     | 11.329  | 0,78%      | Martinópolis       | São Paulo          |